# أغاثا هاركنس (عالم مارفل السينمائي)
أغاثا هاركنس هي شخصية خيالية تؤديها كاثرين هان في عالم مارفل السينمائي (MCU)، والمستندة إلى شخصية تحمل الاسم نفسه في قصص مارفل المصورة. تُصوَّر هاركنس على أنها ساحرة قوية مارست السحر الأسود لفترة طويلة. بعد أن قتلت مجلس الساحرات الأصلي الذي تنتمي إليه وفشلت في منع وفاة ابنها نيكولاس سكرتش، قضت قرونًا وهي تمارس الاحتيال، مستخدمة أغنية طريق الساحرات لاستدراج الساحرات الساذجات وسرقة قواهن.
مؤخرًا، تتسلل هاركنس إلى شذوذ ويستفيو وتُدرج نفسها في حياة واندا ماكسيموف على أمل كشف سر قدراتها في تغيير الواقع. عندما تُكشف نواياها، تخوض معركة ضد ماكسيموف وتنتهي محبوسة في تعويذة تمحو هويتها. تمضي ثلاث سنوات في ويستفيو متقمصة دور الجارة الفضولية البريئة، حتى يحررها بيلي ماكسيموف من التعويذة. مع مطاردة السبعة من سالم وعشيقتها السابقة "الموت" لها، تشكل هاركنس مجلسًا من الساحرات المضطربات وتنطلق في طريق الساحرات بحثًا عن القوة. بعد أن تنجو من اختبارات الطريق، تواجه هاركنس وبيلي ماكسيموف "الموت" في معركة، حيث تضحي بنفسها لإنقاذ حياة ماكسيموف. تعود لاحقًا كروح لتوجيه ماكسيموف في مهمته للعثور على شقيقه التوأم تومي.
ظهرت الشخصية لأول مرة في المسلسل القصير على ديزني+ واندا فيجن (2021)، ومنذ ذلك الحين ظهرت في مسلسله الفرعي أغاثا طوال الوقت (2024) كما ظهرت نسخة بديلة من أغاثا هاركنس في الموسم الثالث من مسلسل الرسوم المتحركة ماذا لو…؟ (2024). حظي أداء هان بإشادة نقدية، ونالت عدة جوائز عن أدائها، أبرزها ترشيحها لجائزة إيمي برايم تايم عام 2021 وجائزة غولدن غلوب عام 2024.